# Руба, Амина
Амина Руба (араб. امينة روبة‎, род. 9 января 1986 года) — алжирская гребчиха, участница летних Олимпийских игр 2012 года, серебряный призёр Всеафриканских игр 2007 года, многократная чемпионка Африки.

## Спортивная биография
Свою первую награду Амина Руба завоевала в 2007 году, став вместе с Хафидой Шауш серебряной медалисткой Всеафриканских игр 2007 года в соревнованиях двоек парных в лёгком весе. Спустя всего несколько дней после успеха на Играх в Алжире Руба выступила на молодёжном чемпионате мира в Глазго. Алжирская гребчиха выступила в соревнованиях одиночек в лёгком весе. По итогам предварительных заплывов Руба получила право выступить в финале C, где уверенно одержала победу и заняла итоговое 13-е место. Сезон 2011 года сложился для алжирской спортсменки довольно успешно. На этапе Кубка мира II в Гамбурге Амина смогла пробиться в финал A, где стала 5-й. В том же году Руба успешно выступила на чемпионате мира. По итогам утешительного заезда Амина получила право выступить в полуфинале соревнований легковесных одиночек. Заняв в своём заплыве последнее место Руба попала в финал B, где сумела обогнать спортсменку из Гонконга, и заняла итоговое 11-е место.
В 2012 году Руба приняла участие в летних Олимпийских играх в Лондоне, куда алжирская спортсменка пробилась через африканскую квалификацию. По итогам предварительных раундов в соревновании одиночек Амина получила право выступить в финале E, где уступила лишь казахской спортсменке Светлане Германович. В 2013 году Руба была близка к завоеванию медали Средиземноморских игр, но в финале соревнований одиночек Амина показала 4-й результат. На чемпионате мира 2014 года Амина вновь смогла пробиться в финал B, но стала там только 6-й. В октябре 2015 года Руба заняла второе место в соревнованиях одиночек по итогам африканской квалификации. Этот результат позволил алжирской спортсменке получить именную лицензию для участия в летних Олимпийских играх 2016 года в Рио-де-Жанейро.